# Desert Breath
Desert Breath est une œuvre de land art créée en 1997 en Égypte par Danae Stratou, Alexandra Stratou et Stella Constantinides.

## Caractéristiques
Desert Breath est située dans le désert égyptien à quelques kilomètres de la côte de la mer Rouge, à une vingtaine de kilomètres au nord-ouest d'Hurghada. L'œuvre consiste en deux spirales imbriquées, décalées d'un demi-tour l'une par-rapport à l'autre, la première formée de 89 dépressions coniques, la deuxième de 89 cônes sortant du sol. Les cônes et les dépressions sont de taille croissante quand on s'éloigne du centre de la spirale.
Le centre de l'œuvre est marqué par une dernière dépression de 30 m de diamètre, autrefois un lac aujourd'hui évaporé, au centre duquel s'élève un dernier cône.
Au total, Desert Breath fait 360 m de long et 300 m de large. Elle s'étend sur un peu plus de 100 000 m².

## Historique
Desert Breath est une œuvre de la sculptrice Danae Stratou, de la designeuse Alexandra Stratou et de l'architecte Stella Constantinides. La construction débute en juin 1995 et se termine en mars 1997. Elle nécessite le déplacement de 8 000 m3 de sable, le matériau excavé pour les dépressions servant à réaliser les cônes.
L'œuvre sujette à l'érosion et destinée à disparaitre, résiste toujours aujourd'hui aux forces de la nature. 